# Retouche d'image
Pour les articles homonymes, voir retouche (homonymie).

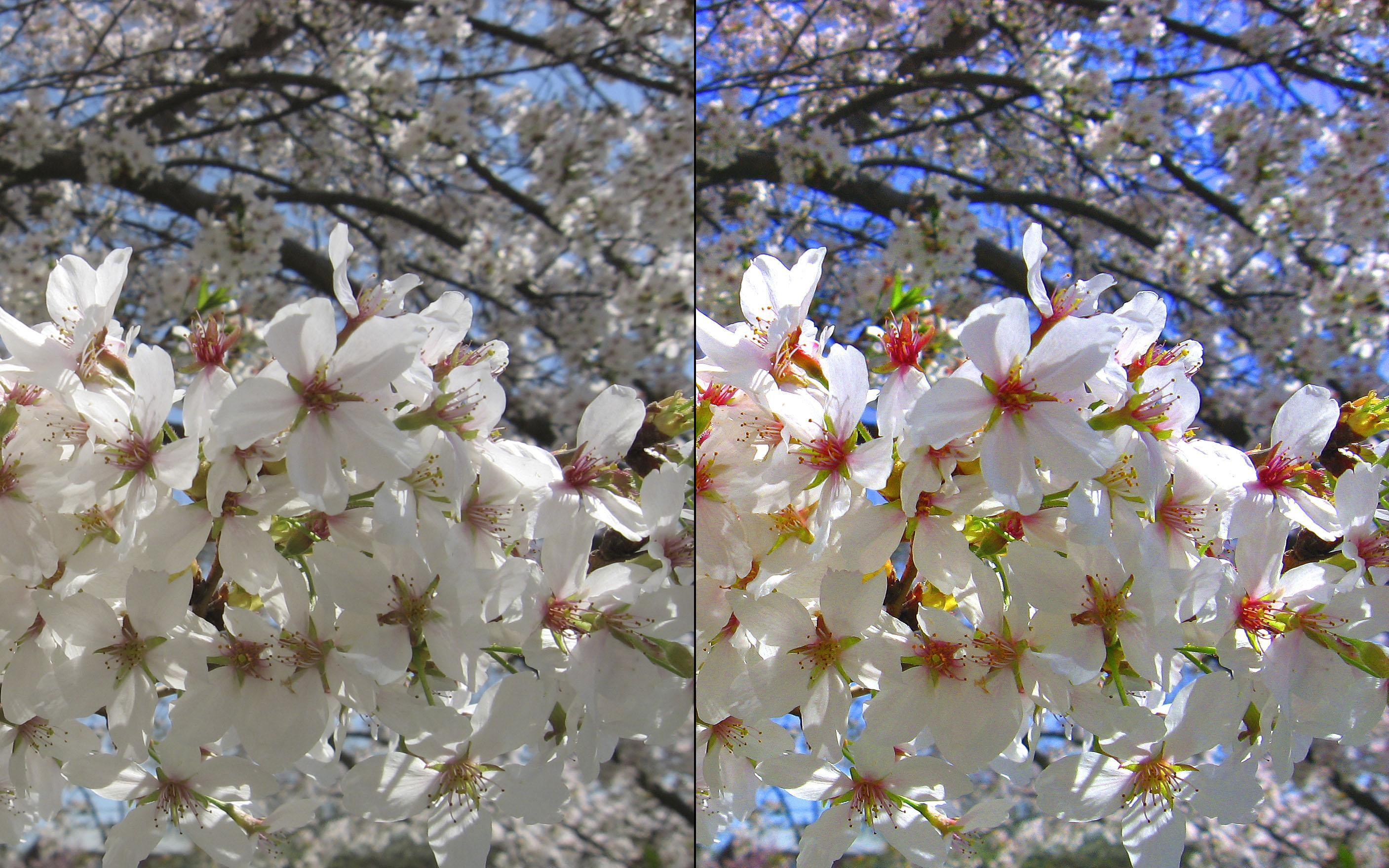
Modification numérique de saturation des couleurs.

La retouche d'image désigne tout procédé qui consiste à modifier une image, photographie, film cinématographique ou peinture.
En photographie, la retouche consiste à corriger des défauts d'aspect, éclaircir ou assombrir l'image, augmenter ou diminuer les contrastes et retravailler la saturation des couleurs.
Elle peut aussi faire référence à des modifications plus importantes. Si on transforme une photographie pour ajouter une personne ou en enlever une, on parle alors de photomontage ou de trucage photographique.
En peinture, il s'agit pour le peintre de modifier légèrement certains aspects d'une toile, à la création, ultérieurement ou dans le cadre d'une restauration.

## Histoire
La retouche d'images, de photographies argentiques, a été utilisée dans l'Histoire, en partie pour la propagande.
Les peintures, et particulièrement les portraits commandés par les personnages importants à des peintres, ont souvent été réalisés en décalage de la réalité pour donner de la prestance à leur demande, ces retouches de peinture peuvent alors être réalisées au fil de la réalisation de la toile,.
Abraham Lincoln a fait modifier une photographie en 1860, pour mettre son portrait sur le buste d'une autre personne. C'est une des premières retouches célèbres qui aient été réalisées.
Au XXe siècle, la censure et les retouches de l'Union soviétique, ou du gouvernement de Mao Zedong, permettent de modifier des documents historiques en faveur des dirigeants quant à leurs relations politiques.
La retouche d'image fausse la réalité, et impose des standards de beauté au quotidien. Cela peut avoir des répercussions sur les réseaux sociaux où les utilisateurs cherchent à avoir une représentation d'eux-mêmes qui correspond à ces standards et non plus à leur personnalité.

### Situation juridique
Depuis 2017 en France, il existe une loi relative aux photographies retouchées à objectif commercial, notamment sur lesquelles figurent un mannequin dont l'apparence corporelle a été modifiée, qui doit être accompagnée par la mention « photographie retouchée ».

## Photographie
La retouche permet de modifier des paramètres quantitatifs d'une photographie (luminosité, contraste, teinte, balance de blancs) pour en modifier l'aspect. La retouche vise à modifier la valeur de chaque pixel, dépend du traitement souhaité. Cependant cette modification peut se faire au détriment de la qualité globale de l'image, avec l'apparition de bruit numérique ou de pixellisation. 
Elle permet des modifications qualitatives, en modifiant les composants d'une image. Cela peut être de supprimer des défauts (sur un portrait : boutons, yeux rouges, grain de peau, cicatrices. Paysage : fils électriques, élément urbain, arbres, etc.), de redimensionner des éléments (Portrait : oreilles, yeux, nez, silhouette, etc. Urbanisme : perspective, objets.), ou encore d'en ajouter (Portrait : maquillage, bijoux, cheveux. Paysages : nuages, oiseaux, arbres. Urbanisme : ombres, reflets.),.
Il est possible d'effectuer des montages à partir d'une ou de plusieurs photographies, voire d'éléments en 3D , : ajout d'une personne, intégration d'un élément, combinaison de deux photographies, etc.
L'arrivée des smartphones et des tablettes avec appareil photo numérique intégré a multiplié la prise de vue rapide et les retouches photo, notamment par voie de services en ligne gratuits où à l'aide d'applications installées sur les appareils. Beaucoup de montages sont effectués par les propriétaires de blogs ou de pages de réseaux sociaux et notamment les adolescents. Ces montages rapides sont souvent issus de plusieurs photographies assemblées entre elles ou de photos de fond intégrant une photo personnelle, souvent à l'aide de logiciels proposant des corrections ou des montages automatiques. 

### Exemples

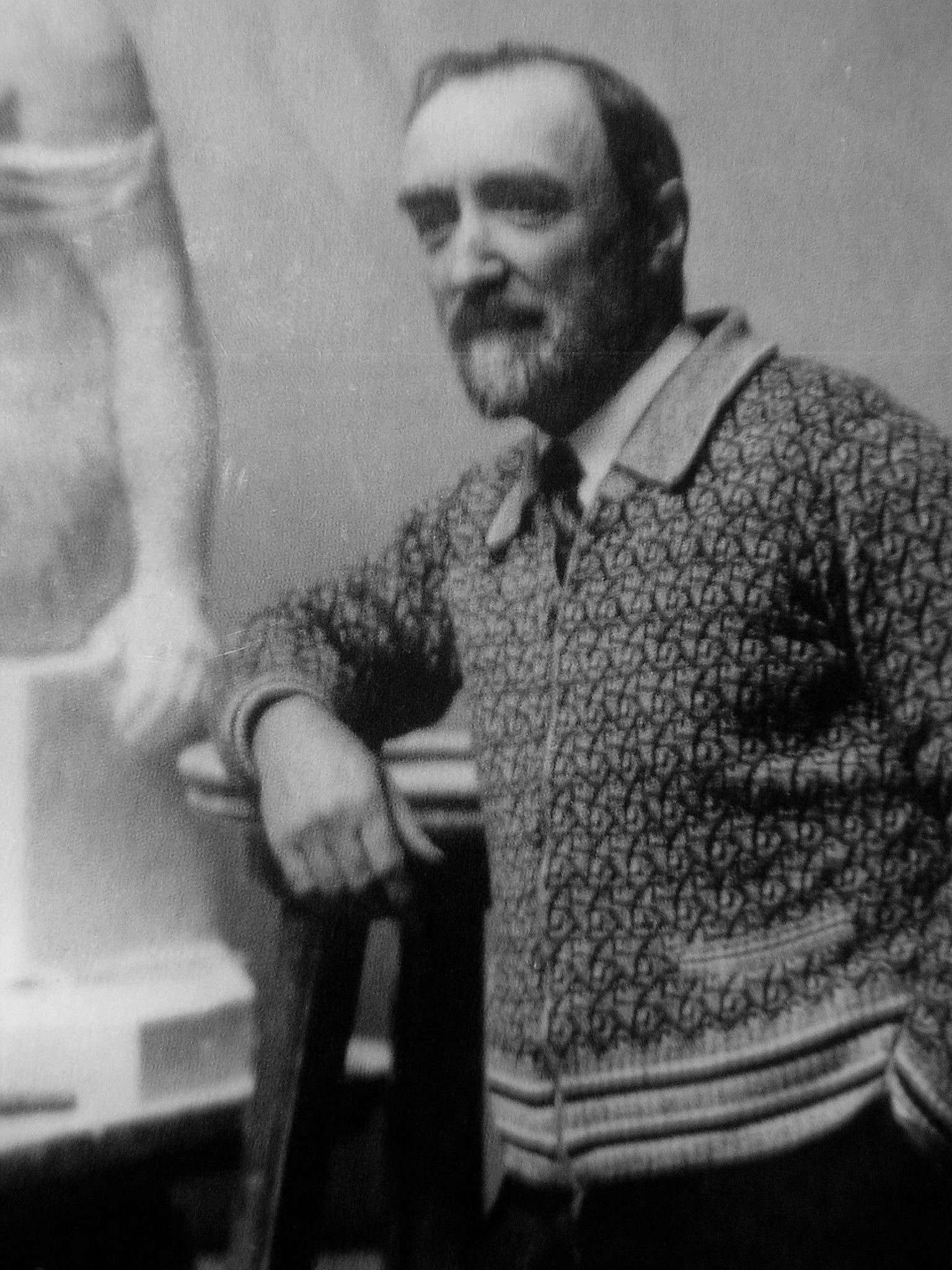
Reflet (Après)
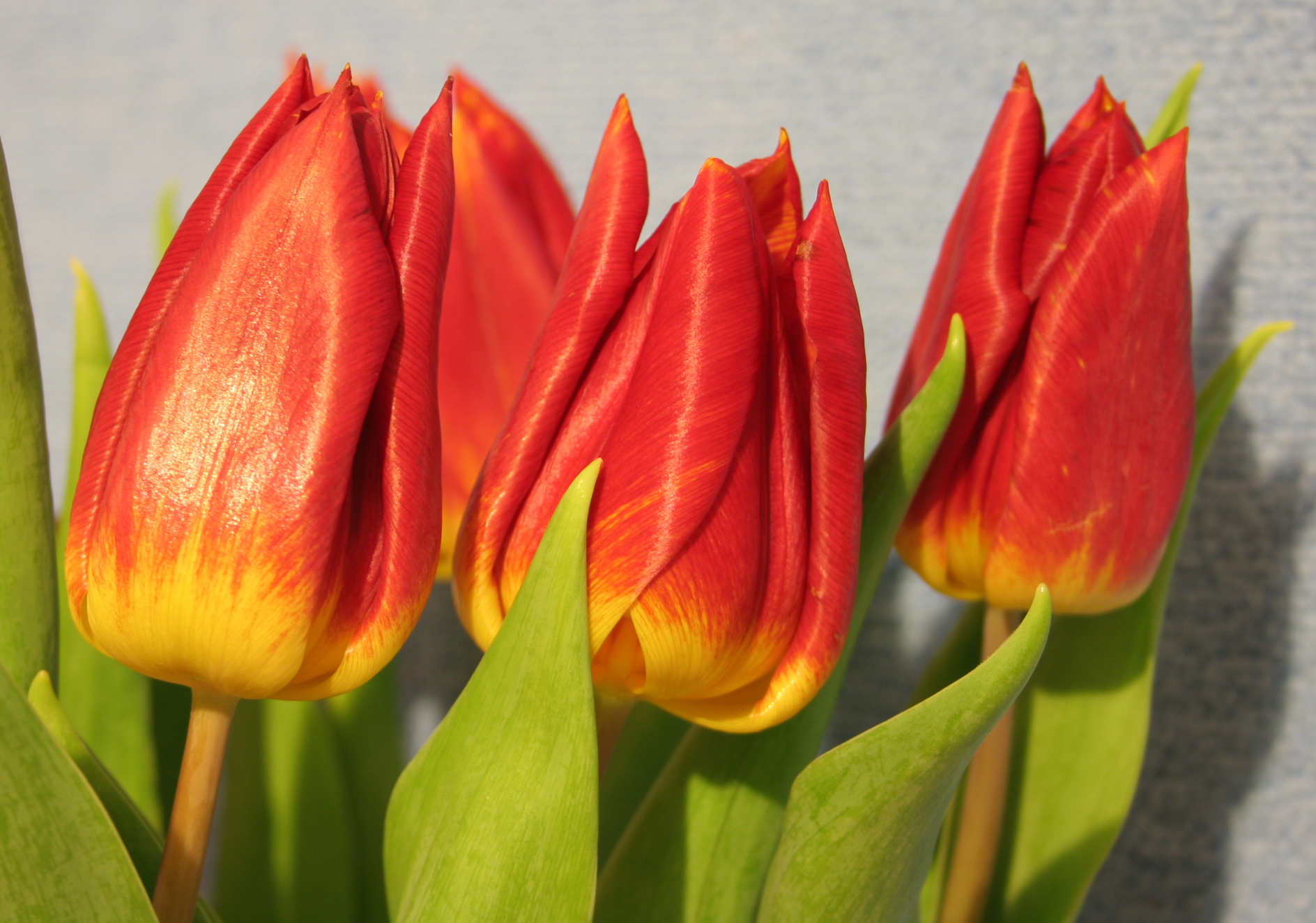
Saturation (Avant)
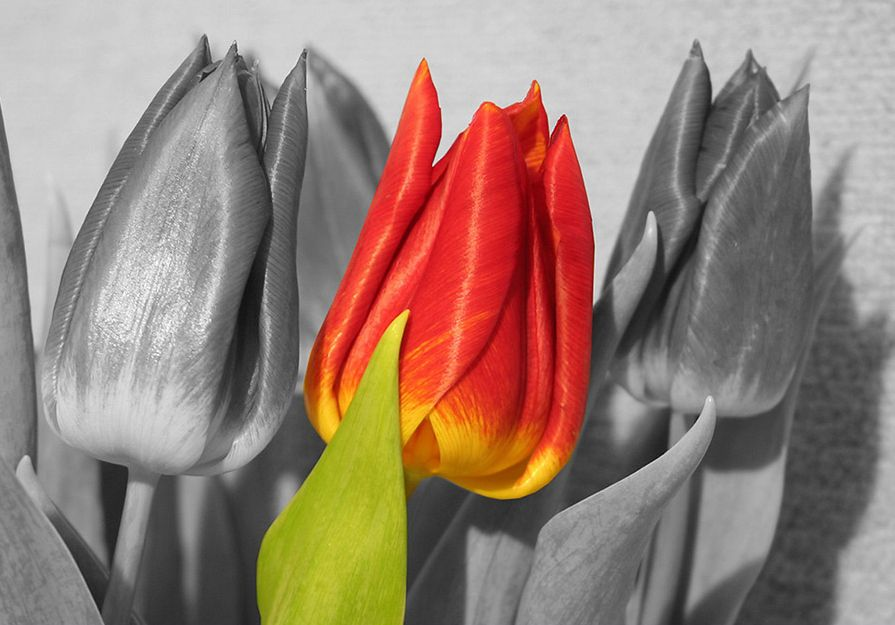
Saturation (Après)
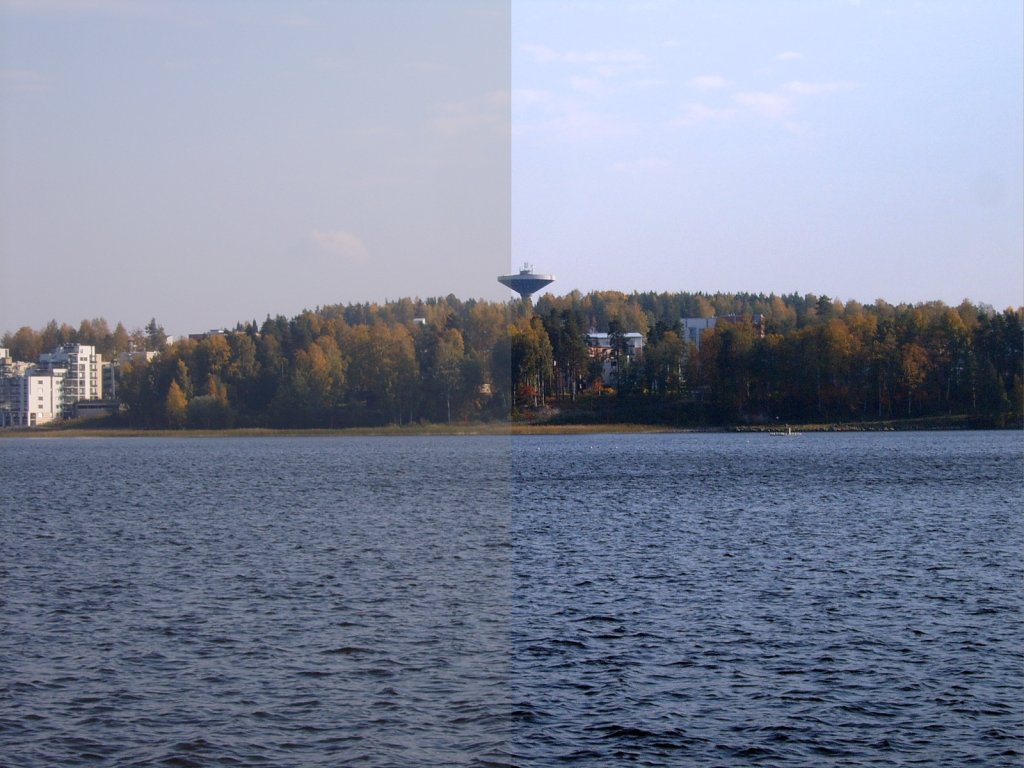
Modification du contraste.
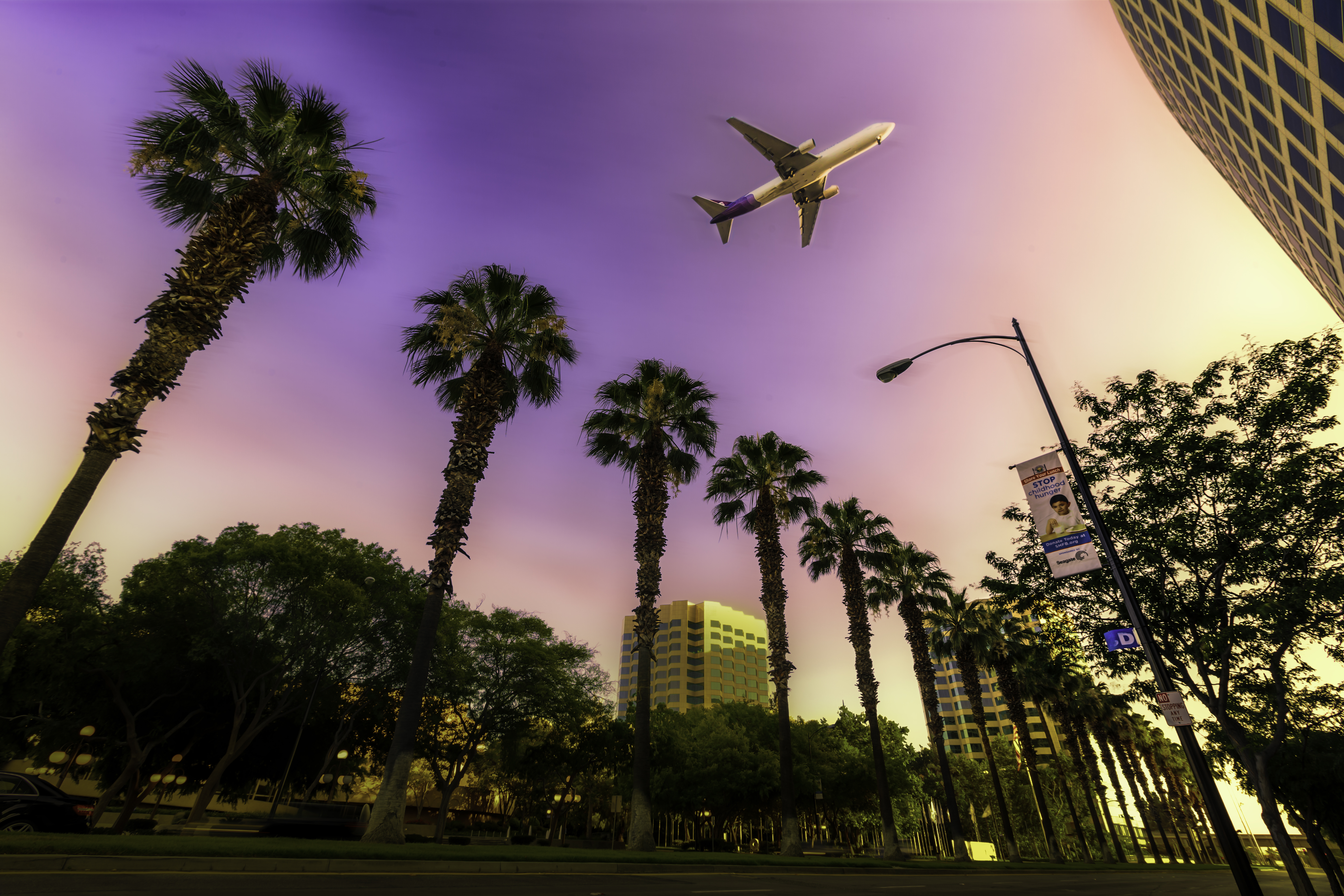
Travail de retouche sur les couleurs et la distance des objets.

## Films cinématographiques
Avant l'apparition de la technologie numérique, les films de cinéma étaient tournés sur film argentique. La numérisation de ceux-ci s'accompagne presque toujours d'une certaine altération, conséquence nécessaire du changement de procédé de sauvegarde et résultant également de la modification voulue des paramètres de l'image (luminosité, contraste, rendu des couleurs).
Si les films de cinéma jusqu'aux années 1970 présentent pour la plupart un contraste faible à l'origine, force est de constater visuellement que leurs versions disponibles par la suite en numérique ont subi très souvent une augmentation du contraste, dû à un traitement spécifique effectué par les distributeurs de films, qui, lors de l'élaboration d'un DVD, contrôlent et règlent les paramètres déterminant la qualité de l'image après la conversion analogique/numérique. Contrairement à une œuvre littéraire dont le texte en lui-même (constitué de symboles identifiés et non altérables : les lettres et la ponctuation) peut être diffusé sans aucune erreur et de façon parfaitement identique à l'original, la reproduction d'une œuvre audiovisuelle ou cinématographique est potentiellement sujette à des altérations, qui ne se remarquent d'ailleurs pas nécessairement de manière immédiate et évidente pour tout le monde (il faut parfois un œil attentif ou exercé), et qui peuvent être qualifiées de manipulations, suivant le point de vue que l'on adopte.
Un contraste excessif ou une luminosité exagérée peuvent être réduits et corrigés en utilisant certains lecteurs vidéo comme BSplayer (touches 7 et 1 du pavé numérique désactivé, correspondant à un réglage de la luminance sur ffdshow).

## Peinture
En peinture, la retouche s'agit pour le peintre de modifier certains aspects de sa toile. 
- Si les sujets sont modifiés dans leurs positions, supprimés ou ajoutés, on parle de repentir.
- Si un autre peintre modifie ultérieurement la toile achevée par le peintre initial, on parle de repeint.
- S'il s'agit de redonner à l'œuvre d'art son aspect originel, on parle de restauration.

## Intelligence artificielle
Les logiciels de retouche peuvent faire appel à l'intelligence artificielle, permettant de réaliser les tâches auparavant compliquées : l'intérêt étant que la retouche paraisse invisible, l'utilisateur doit reprendre des éléments proches de la zone retouchée pour fondre la modification dans l'image. L'intelligence artificielle permet notamment d'automatiser ce travail en recréant l'image. Elle est capable de détecter les éléments pouvant être des défauts, comme les poussières, les tâches, etc. lorsqu'ils se trouvent sur un fond uni, ou une zone avec un graphisme répété.
Les avancées permettent aux IA de fusionner des images, en combinant deux portraits par exemple, ou en récupérant les yeux ouverts d'une personne pour remplacer les yeux fermés sur une autre.
Les modes automatiques des logiciels permettent d'ajuster les contrastes, la saturation, les couleurs, etc. globalement, mais désormais aussi par zones, ceux-ci étant différents pour la clarté du ciel ou d'un visage, avec des résultats encore parfois hasardeux. Ces modes de traitement sont également directement intégrés à la prise de vue pour les smartphones les plus récents (photographie de nuit, flou de l'arrière plan...).
À l'inverse, il est de plus en plus compliqué de savoir si une image a été modifiée, des logiciels existent à présent pour détecter les zones dupliquées, le changement de compression jpeg, et autres différences de groupes de pixels pouvant être à l'origine d'une retouche.

## Logiciels de retouche d'images numériques
Liste non exhaustive

### Commercialisés

#### Logiciels avec gestion des images intégrée
- Aperture
- Capture One
- Lightroom
- VanceAI
- Photo Enhancer
- Remini

#### Logiciels sans gestion des images intégrée
- Adobe Photoshop : généraliste, mais complété d'Adobe Bridge pour la gestion des images
- Affinity Photo : généraliste
- Corel Photo-Paint : généraliste
- Corel Paint Shop Pro : généraliste
- DXO : logiciel français pour le développement et la correction de photographies
- Picasa : logiciel simple et efficace, en ligne ou sur poste
- Pixelmator : Mac OS X, iOS

### Libres
- GIMP (GNU Image Manipulation Program) : généraliste.
- LightZone : d'abord propriétaire, maintenant libre. Avec Aftershot Pro, c'est le seul programme utilisable en petite production sous Linux. Windows et Mac OS.
- Darktable : développeur de fichiers bruts et de traitement d'image photographiques sous Linux, extrêmement puissant. Son ergonomie ne convient pas à tous. Utilisable avec les distributions, Windows et MacOS.
- RAWTherapee : développeur les fichiers bruts d'une large gamme d'appareils photo numériques. Utilisable avec les distributions linux, Windows et MacOS
- Digikam : Logiciel de traitement d'images brutes (RAW). Permet aussi la capture à partir d'appareils photos compatibles connectés à l'ordinateur
- Krita : Logiciel d'infographie généraliste de peinture, de dessin vectoriel, de retouche d'image et d'animation. Multi-environnement.

### Gratuits
- Image Composite Editor
- Noiseware (Community Edition)
- Paint.NET
- Picasa, également en ligne.
- PhotoFiltre